# Primer Congreso Feminista de Bolivia
El Primer Congreso Feminista de Bolivia o Congreso de la Legión Femenina de Educación Popular América fue un evento llevado a cabo el 10 de noviembre de 1936  en la ciudad de Cochabamba, es uno de los eventos considerados precursores del movimiento feminista organizado en Bolivia. El Congreso fue llevado a cabo por la recién fundada Legión Femenina de Educación Popular América cuyos objetivos estaban inicialmente ligados a labores asistencialistas, evolucionando hasta centrarse en los derechos políticos de las mujeres.

## Organizadoras
Entre las principales organizadores se encontraba Etelvina Villanueva, la asistencia del Congreso contó con la presencia de setenta mujeres de los 8 departamentos del país (Pando habría de crearse con posterioridad, siendo entonces parte de Beni y La Paz), algunas de las representantes fueron:
- La Paz:  María Tubert de Estéban, Marina Angélica Panozo.
- Sucre: Carmela Zuazo y Carmen Acebey.
- Cochabamba: Cira Aguayo y  Fidelia Corral de Sánchez.
- Oruro:  Amelia Chopitea y Paz Nery Nava.
- Santa Cruz:  Blanca C. de Herrera y  Elena Tejada de Mercado.
- Trinidad:  Rosa T. Melgar y  Celia Monasterios.
- Potosí:  Etelvina Villanueva y  Carmen Aurora Valda Cortez.
- Tarija:  Adela Hoyos y  N. Hoyos.

## Propuestas
Algunos de los temas tratados en el Congreso fueron:
- Lucha por la consecución de los derechos Civiles y Políticos de la mujer boliviana.
- Derecho irrestricto al voto.
- Enseñanza de la Educación Sexual en todos establecimientos educativos del país.
- Organización de Sindicatos Femeninos.
- Creación de establecimientos para dotar empleo a las madres solteras.

También se contó con propuestas de Esilda Villa, la primera mujer abogada de Bolivia, con respecto a la realización de investigaciones de paternidad para garantizar derechos de los menores de edad, se presentaron propuestas sobre mejora de condiciones de vida para mujeres que ejercían trabajo sexual  tras la Guerra del Chaco.
El Congreso trató también el tema de la división de poderes del Estado y la Iglesia y se polarizaron posiciones entre mujeres que establecieron posiciones anticlericales debido a la campaña de desprestigio al evento desatado por un obispo católico, y las mujeres que mantenían que se debían conciliar posiciones con la Iglesia católica. 
Uno de los temas centrales del evento tenía que ver con el derecho a la educación, derecho que permitía el ejercicio pleno de la ciudadanía y cuyas limitaciones para las mujeres era usado a menudo como argumento para limitarles el ejercicio de otros derechos como la capacidad de ejercer cargos públicos.